# Melodramă

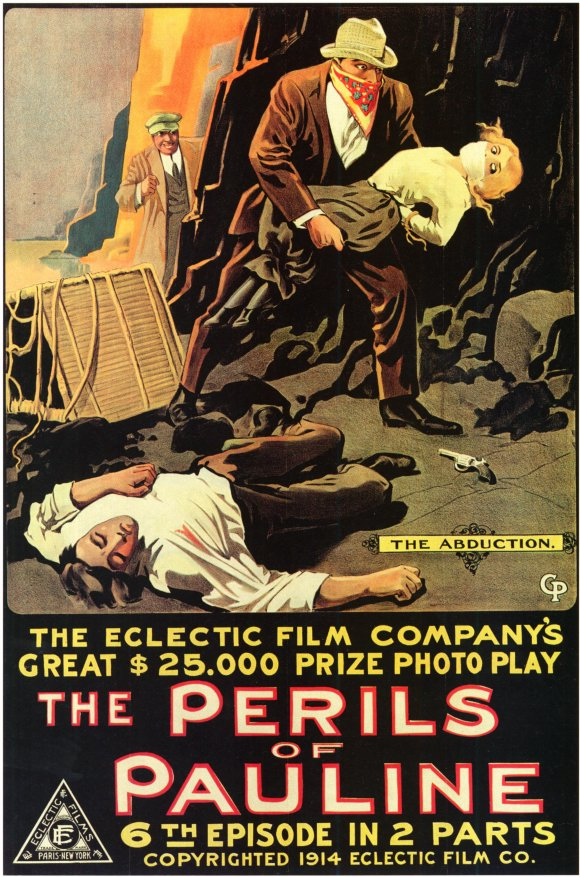
Poster pentru The Perils of Pauline (1914), o serie de filme melodramatice clasice

O melodramă este o operă literară sau dramatică în care intriga, care este de obicei senzaționalistă și imaginată pentru a face apel la emoții puternice, are prioritate față de caracterizarea detaliată. Personajele sunt de multe ori abia schițate și stereotipe.
În contextul muzical istoric, melodramele sunt drame victoriene în care muzica instrumentală și cântecele sunt folosite adesea pentru a însoți acțiunea. Termenul este aplicat în prezent, de asemenea, spectacolelor scenice, romanelor, filmelor și emisiunilor de radio și televiziune. În contextul modern, termenul de „melodramă” este, în general, peiorativ, deoarece sugerează că lucrarea în cauză este lipsită de subtilitate și/sau de o dezvoltare caracterologică a personajelor. Prin extensie, limbajul sau comportamentul care seamănă cu melodrama este adesea numit melodramatic; această utilizare este aproape întotdeauna peiorativă.

## Etimologie
Termenul provine din cuvântul francez mélodrame ce datează de la începutul secolului al XIX-lea. Acesta este derivat din grecescul melos, muzică, și din franțuzescul drame, dramă (din latinescul târziu drāma, ce a derivat eventual din veterogrecescul δράμα, intrigă teatrală, de obicei, a unei tragedii grecești).

## Tipuri de melodrame

### Origini
Melodramele au rădăcini în piesele de moralitate medievale.  Abordarea melodramelor a fost reînviată în drama romantică franceză din sec. al XVIII-lea și al XIX-lea, precum și în romanele de dragoste populare atât în Anglia, cât și în Franța. Aceste drame și romane s-au concentrat pe moralitate în ceea ce privește viața de familie, dragostea, căsătoria. Au reflectat problemele perioadei respective din timpul  Revoluției Franceze, Revoluției Industriale și etapele modernizării. Multe melodrame, care prezentau conflictele de clase sociale ale perioadei, au avut linia de subiect axată pe situația unei femei tinere cu proveniență din clasa de mijloc, care a fost agresată sexual de un aristocrat mizerabil. 

### Melodrama cehă
În contextul Renașterii Naționale Cehe, melodrama a avut un rol important în mișcarea naționalisă pentru artiștilor cehi, începută aproximativ în anii 1870 și continuând și în perioada formării Primei Republici Cehoslovace.